# Kate Stoneman
Katherine Stoneman, más conocida como Kate Stoneman, (Busti, Estados Unidos abril de 1841 -  Albany, Estados Unidos, 19 de mayo de 1925) fue una abogada, profesora y sufragista estadounidense de principios del siglo XX y la primera mujer admitida en el New York State Bar Association —NYSBA— (en español: Barra de Abogados del estado de Nueva York)

## Biografía
Kate Stoneman nació en la granja familiar en Busti, condado de Chautauqua, Nueva York, en abril de 1841. Era hija de George Stoneman y Catherine Rebecca Cheney. Su familia se dedicaba al negocio de la madera y su padre fue además juez de paz durante varios años. Su hermano George llegaría a ser gobernador de California y su hermano Edward juez de la Suprema Corte de Illinois.
Ingresó a la Albany Normal School (la actual Universidad Estatal de Nueva York en Albany) en 1864, con el objetivo de convertirse en maestra. Mientras estaba en la escuela, trabajó como copista para el Tribunal de Apelaciones de Nueva York. Se graduó en 1866 y comenzó a enseñar en el Seminario de Glens Falls. Más tarde empezó a impartir clases en su alma mater. Fue la primera mujer presidenta de la asociación de exalumnos y llegó a ser subdirectora de la escuela.

### Carrera legal
Después de prepararse de forma autodidacta, Stoneman fue la primera mujer en aprobar el examen de la Barra de Abogados de Nueva York en 1885. Sin embargo, su solicitud para ingresar al New York State Bar Association fue rechazada en la primavera de 1886, debido a que era mujer. Con la ayuda de sufragistas locales, impulsó la presentación y aprobación de un proyecto de ley para permitir la admisión de todos los solicitantes calificados, independientemente de su raza o sexo. En pocos días el proyecto de ley fue presentado, aprobado y finalmente firmado por el gobernador David Hill. Stoneman aplicó nuevamente a la Barra y su solicitud fue admitida. El 20 de mayo de 1886 se convirtió en la primera abogada del estado de Nueva York.
Doce años después, Stoneman decidió estudiar leyes formalmente en la Albany Law School. Continuó enseñando en la Albany Normal School mientras estudiaba Derecho y también trabajó como secretaria para un abogado del área. Fue la primera mujer en graduarse de la Albany Law School en 1898. Abrió un despacho en Albany que funcionó de 1889 a 1922.
Falleció el 19 de mayo de 1925.

## Reconocimientos
La Albany Law School estableció el «Premio Kate Stoneman» en 1994, que se otorga a mujeres que «han demostrado un compromiso para buscar activamente el cambio y ampliar las oportunidades de las mujeres», y también fundó la «Cátedra Kate Stoneman» en 2000. Stoneman fue incluida en el National Women's Hall of Fame en octubre de 2009. El proyecto epónimo Kate Stoneman Project, fundado por un grupo de abogadas de Nueva York, celebra y promueve a las mujeres en la profesión legal.